# Józef Stefański
Józef Stefański (7 de fevereiro de 1908 – 21 de dezembro de 1997) foi um ex-ciclista profissional polonês. Venceu a edição de 1929 da competição Volta à Polônia.